# Saguinus nigricollis
Saguinus nigricollis (syn. Leontocebus nigricollis) är en däggdjursart som först beskrevs av Johann Baptist von Spix 1823.  Saguinus nigricollis ingår i släktet Saguinus och familjen kloapor. IUCN kategoriserar arten globalt som livskraftig.
Inga underarter finns listade i Catalogue of Life. Wilson & Reeder (2005) skiljer mellan två underarter, Saguinus nigricollis nigricollis och Saguinus nigricollis hernandezi. Verket godkänner Saguinus graellsi som självständig art men IUCN räknar den likaså som underart till Saguinus nigricollis.
Denna kloapa förekommer i Sydamerika i gränsområdet mellan Colombia, Ecuador, Peru och Brasilien. Arten vistas främst i låglandet men den når 1300 meters höjd i bergstrakter. Habitatet utgörs av olika slags skogar.
Individerna bildar flockar med upp till 15 medlemmar. Med en vikt omkring 400 gram är Saguinus nigricollis en medelstor tamarin. Kroppslängden för holotypen av Saguinus nigricollis hernandezi var 22 cm (huvud och bål) och svanslängden 34 cm. Tunga individer kan väga 480 g.
Primatens päls är vid främre kroppen svartbrun och liknar en mörk mantel. Bakre delen av kroppen har rödbrun till mörk oliv färg. Färgen vid nosen är ljusgrå till vit och de nakna öronen är svarta.
Flera hanar och honor bildar flockar med ungefär 6 medlemmar. De är aktiva på dagen och klättrar främst i växtligheten. Ibland hämtar de föda från marken. Saguinus nigricollis äter frukter, blommor, naturgummi och några smådjur. Den vilar gömd i den täta växtligheten.